# 球状闪电

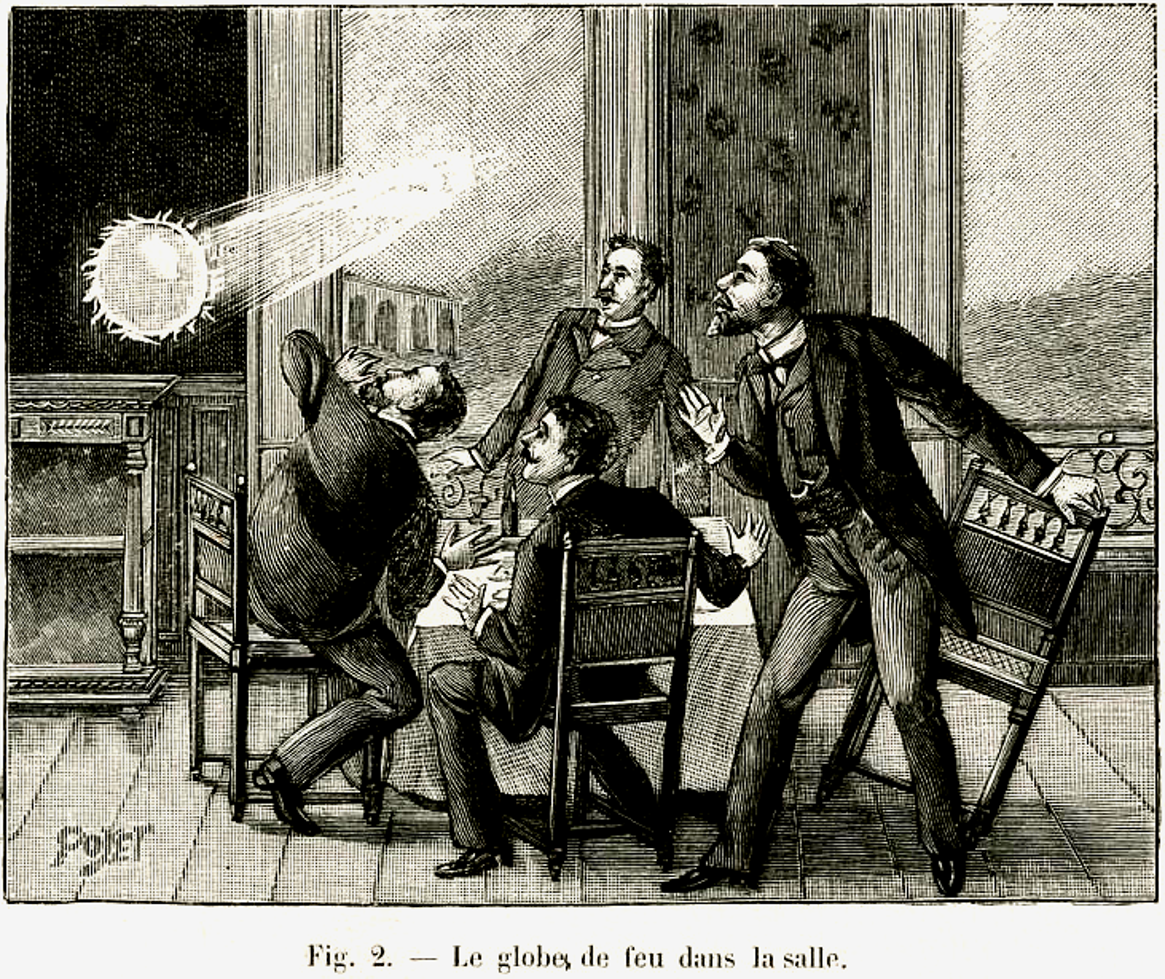
1901年关于球状闪电的画像

球状闪电是一種自然現象，屬於閃電的一種。球狀閃電雖然通常與雷暴有關，但持續時間比閃電更久。許多早期的報告指出，球狀閃電最終都會爆炸，有時具有致命的後果，並留下硫的氣味。
直到1960年代，雖然世界各地出現許多報告，多數科學家認為球閃電不是一個真實的現象，而是都市傳說。實驗室可以產生視覺上類似於球狀閃電的效果，但是其與球狀閃電關係仍然不清楚。
科學家提出許多假設解釋球狀閃電。因為球狀閃電的不頻繁和不可預測性，科學數據很少。球狀閃電的存在取決於公眾目擊報告，由於其不一致性和缺乏可靠的數據，球狀閃電是否存在仍然未知。

## 現象
目前对于球状闪电的相關資訊少、而且多有争论，能归纳的現象有如下几点，多与降雨有关：
- 球状闪电呈球形，也有部分接近球形。
- 球状闪电於空中漂浮，直徑由十五至四十厘米不等。
- 球状闪电的高温能把周围树木烤焦。
- 球状闪电的闪光為红色或黄色。
- 球状闪电存在时间短，一般为几秒，特别的可长达几分钟。
- 曾經有球狀閃電進入室內的報導。

## 原理
一直以来，球狀閃電形成的原因尚未有確切的解釋。2012年6月，甘肃省兰州市的中国科学家在青海省一个雷暴天气中绘制辐射地图时，拍到一个发光球，被认为就是在雷暴天气出现的球状闪电。它的影片和光谱，被认为是迄今为止自然界球状闪电的首次科学记录。而这项研究的详细内容，已经发表在2014年1月出版的《物理学评论快报》上。
聖艾爾摩之火常被誤會為球狀閃電同類型事物，但实际成因不同：虽然二者都是常在大雨（尤其是雷雨）中發生的自然現象，但是聖艾爾摩之火是低溫的冷光現象，不會破壞周遭事物。
以下是一些對其成因的假說：
- 有人認為在發生枝狀閃電時，由於閃電通道裏的空氣溫度很高，使空氣中的水汽分解為氧和氫，在特殊情況下，閃電通道分裂成數塊。如是，把閃電通道附近的空氣分裂成一團團含氫和氧的氣團，形成連珠閃電，待枝狀閃電停止以後，球狀閃電溫度降低，氫和氧重新化合，在化合過程中釋放出能量，在釋放能量的同時產生了光。有時候這種釋放能量的現象是用爆炸的方式表現出來，便產生了球狀閃電。

- 传统理论认为它是一种旋涡状高温等离子体，利用内部高速旋转造成的向心力与外部大气压力达到平衡来维持了较长时间的稳定性。还有人认为它是利用高温混合气体之间的化学反应维持了能量的稳定。

- 邁射-孤立子理论认为球状闪电是由体积约为若干立方米的大气邁射所引起的。邁射相当于能量低得多的激光，在空气体积很大时，邁射会产生局部电场即孤立子，从而导致看得见的球状闪电。

- 巴西伯南布哥聯合大學的研究人員Antnio Pavo和Gerson Paiva聲稱他們證實了汽化矽假說[6]：二氧化矽經閃電的衝擊，其中的氧與碳結合而矽被汽化成純矽，形成短暫性的球體。汽化矽與空氣中的氧氣再結合時產生熱量，使球體發白光。

- 奧地利因斯布鲁克大學的物理學家Joseph Peer和Alexander Kendl聲稱頻繁發生的閃電可能致使磁場強大到使人產生類似幻覺，而猜測或許能用來解釋球狀閃電的現象。[7]

- 經由玻璃中的自由電子產生[8][9]。

## 案例
1989年4月4日0時許，中國湖南省邵陽市隆回縣桃花坪鄉一所平房被罕見「球雷」入室飛舞，3人死亡。

## 延伸阅读
- Barry, James Dale. . New York: Plenum Press. 1980. ISBN 978-0-306-40272-2.
- Cade, Cecil Maxwell; Delphine Davis. . New York: Abelard-Schuman Limited. 1969. ISBN 978-0-200-71531-7.
- Coleman, Peter F. . Christchurch, NZ: Fireshine Press. 2004. ISBN 978-1-4116-1276-1.
- Coleman, P. F. 2006, J. Sci. Expl., Vol. 20, No. 2, 215–238.
- Golde, R. H. . Bristol: John Wright and Sons Limited. 1977. ISBN 978-0-12-287802-2.
- Golde, R. H. . Academic Press. 1977.
- Seward, Clint. . 2011. ISBN 978-1-4583-7373-1.
- Stenhoff, Mark. . Kluwer Academic/Plenum Publishers. 1999. ISBN 978-0-306-46150-7.
- Uman, Martin A. . Dover Publications. 1984. ISBN 978-0-486-25237-7.
- Viemeister, Peter E. . Cambridge: MIT Press. 1972. ISBN 978-0-262-22017-0.